# Manomir
Manomir – staropolskie imię męskie, złożone z członów Mano- ("zwodzić, mamić") i -mir ("pokój, spokój, dobro"). Imię to mogło oznaczać "ten, kto wodzi pokój na manowce" albo "ten, kto mami dobrymi perspektywami".
Manomir imieniny obchodzi 6 stycznia.